# Exalbidion rufipunctum
Exalbidion rufipunctum är en spindelart som först beskrevs av Claude Lévi 1959.  Exalbidion rufipunctum ingår i släktet Exalbidion och familjen klotspindlar. Inga underarter finns listade i Catalogue of Life.